# Emanuele Filiberto di Savoia
Emanuele Filiberto di Savoia, detto Testa 'd Fer ("Testa di ferro") in piemontese (Chambéry, 8 luglio 1528 – Torino, 30 agosto 1580), è stato conte di Asti (dal 1538), duca di Savoia, principe di Piemonte, conte d'Aosta, Moriana e Nizza dal 1553 al 1580, nonché re titolare di Cipro e Gerusalemme. Era il terzogenito maschio di Carlo II di Savoia e di Beatrice del Portogallo.

## Biografia

### Infanzia
Emanuele Filiberto era stato destinato alla carriera ecclesiastica quale figlio cadetto, ma alla morte del fratello Ludovico (1536) venne indirizzato allo studio delle lettere e delle armi, in previsione della successione. Il ducato che ereditò alla morte del padre nel 1553 era il campo di battaglia delle lotte tra francesi e spagnoli e proprio in quell'anno venne occupato dalle truppe di Enrico II re di Francia.

### Carriera al Servizio degli Imperiali e situazione piemontese

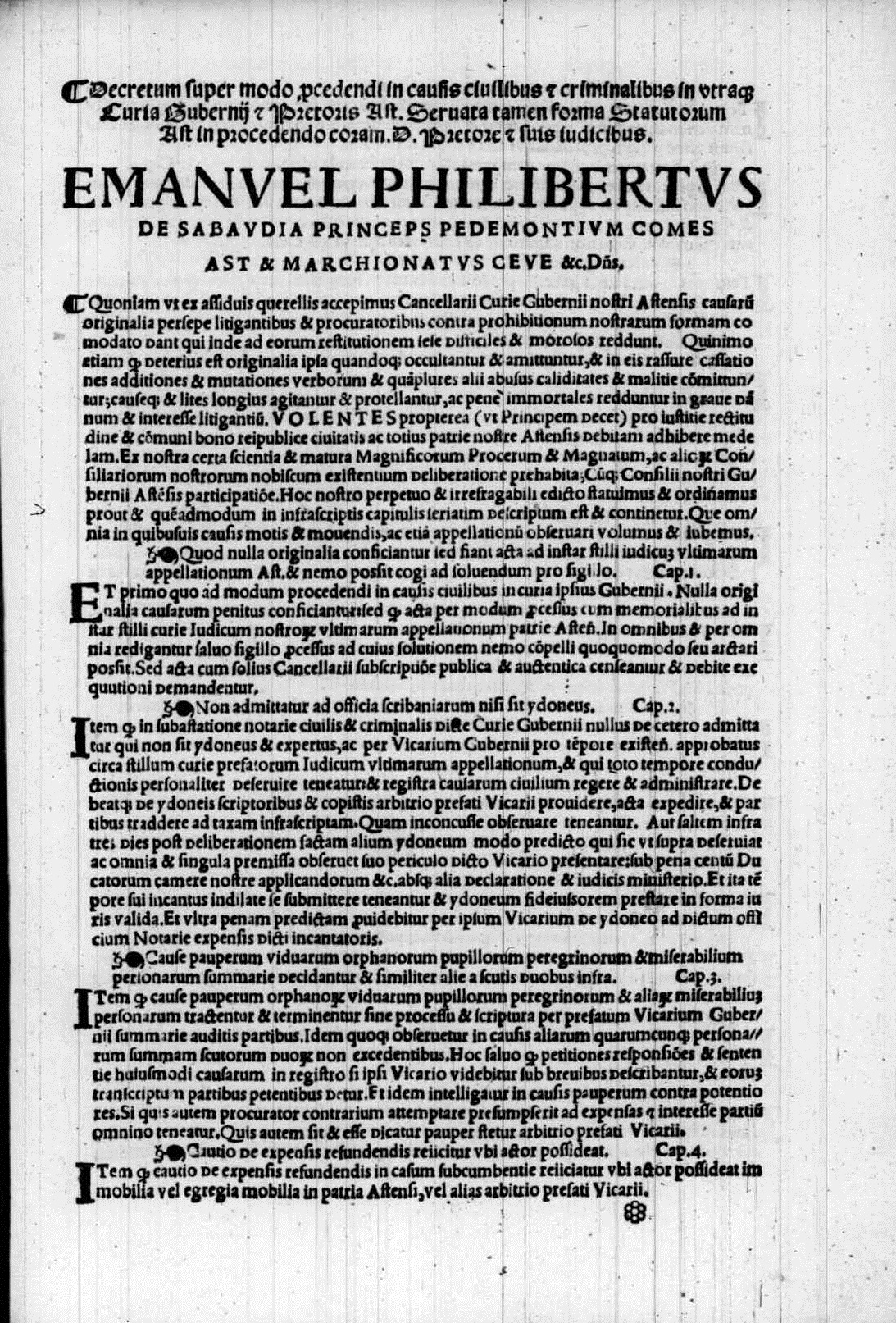
Decretum super modo procedendi in causis civilibus et criminalibus in utraque curia gubernii et pretoris Astensis, 1544

Venne iniziato giovanissimo alla vita politica e militare, infatti nel 1543 entrò al servizio dello zio Carlo V Imperatore del Sacro Romano Impero, già in precedenza diventato Carlo I come re di Spagna e Carlo II come duca di Borgogna. Era uno zio acquisito e cugino, avendo egli sposato Isabella del Portogallo, quindi cugina di primo grado e sorella di sua madre Beatrice. Emanuele Filiberto, con l'obiettivo di recuperare le proprie terre, prese parte alle vittoriose battaglie imperiali di Ingolstadt (1546) e di Mühlberg (1547) dove, sotto il comando di Maurizio di Sassonia, eseguì gli ordini con tale precisione e rapidità da contribuire in maniera decisiva alla vittoria finale. Successivamente si recò in Spagna stringendo amicizia con il cugino Filippo II e partecipando alla difesa di Barcellona contro un attacco marittimo francese nel 1551. Prestò servizio anche con Ferrante I Gonzaga nella guerriglia tra imperiali e francesi in Piemonte, quindi tornò nuovamente da Carlo V guidando l'esercito imperiale, come comandante supremo, alla presa di Metz e di Bra (1552).
La situazione militare in Piemonte era ormai molto grave. Da un lato l'occupazione francese del paese, divenuto nel 1536 una provincia del Regno, si era rivelata assai intelligente: sia il primo governatore Guillaume Du Bellay, l'illuminato amico di Rabelais, sia Charles de Cossé di Brissac, governatore e comandante militare negli anni cinquanta, avevano proibito saccheggi e ruberie, alleggerito il carico fiscale, favorito il commercio con la Francia, aiutato con elargizioni in viveri ed elemosine la popolazione più povera. Spesso gli abitanti dei luoghi sottoposti al governo ducale, o meglio imperiale, emigravano per porsi sotto la protezione francese. Lo stesso Emanuele Filiberto fu costretto a riconoscere l'abilità di tale politica, soprattutto in confronto con quella, assai più dura e costosa, del governo imperiale. Alla notizia della morte del padre il principe aveva nominato René de Challant luogotenente generale del Ducato e capo del Consiglio ducale. Le armi sabaude ormai tenevano soltanto Vercelli, Asti, Ceva, Fossano, Cuneo, Nizza, Ivrea e la Valle d'Aosta. Questi erano possedimenti isolati o lontani fra loro, la cui difesa dipendeva più dall'impegno e dal valore dei singoli comandanti che dalle truppe imperiali, poco propense a offensive militari e abituatesi a una guerra difensiva. Per poco, nell'autunno del 1553, cadde la stessa Vercelli, occupata sia pure per soli due giorni da un colpo di mano del Brissac: difesa e soccorsa da Asti, la città venne rioccupata, ma nel frattempo i francesi presero prigioniero lo stesso René de Challant e altri condottieri sabaudi.
Emanuele Filiberto, preoccupato per la possibilità che i francesi potessero occupare o invadere la Valle d'Aosta grazie a Challant, inviò in Piemonte Andrea Provana di Leiny con l'incarico di assicurare la difesa della valle e riorganizzare il potere ducale nei territori ancora sabaudi. E in effetti la visita del Leiny e soprattutto le poche somme di denaro che riuscì a procurarsi si rivelarono provvidenziali per la sicurezza della valle, così come il viaggio che fece nelle altre città piemontesi e soprattutto a Nizza, di cui riorganizzò accuratamente le difese. La situazione militare tuttavia non migliorò certamente: l'abile Brissac riuscì a prendere Santhià e poi la stessa Alessandria. Nell'Italia settentrionale, il duca d'Alba si rivelò pessimo comandante in campo e crudele saccheggiatore in campagna, provocando le ire e le ritorsioni dei francesi e la disperazione degli abitanti. Fortuna volle che il duca d'Alba fosse nominato l'anno seguente (1555) viceré di Napoli: al suo posto in Lombardia vennero inviati il cardinale Cristoforo Madruzzo, vescovo di Trento, da anni molto legato a Emanuele Filiberto, per il governo civile e il marchese di Pescara Francesco Ferdinando d'Avalos per il comando militare. Nel 1553 Emanuele Filiberto fu nominato luogotenente generale e comandante supremo dell'esercito imperiale nelle Fiandre.

### Carriera al Servizio degli Spagnoli e Trionfo di San Quintino
Nel 1556 ebbe da Filippo II la carica di governatore dei Paesi Bassi spagnoli. Provvide a riorganizzare l'esercito, imponendo una ferrea disciplina, e nel 1557, alla ripresa delle ostilità, dopo l'effimera tregua di Vaucelles, inflisse alle truppe francesi guidate da Anne de Montmorency e da Gaspard de Coligny la decisiva sconfitta di San Quintino. Nonostante la grande vittoria, che segnò la completa distruzione dell'esercito francese, Filippo II non approfittò a pieno del risultato rifiutandosi di marciare su Parigi.
La conduzione della guerra da parte di Emanuele Filiberto si distinse per un approccio molto innovativo. Il Savoia propugnava una guerra di movimento in cui il proprio esercito doveva andare a cercare di impegnare il nemico in battaglia con l'obiettivo di distruggerlo senza perdere tempo ad assediare le fortezze avversarie. Ribadì così il principio, ripreso successivamente da Clausewitz, che l'obbiettivo della guerra non doveva essere una serie di battaglie logoranti e dispersive, ma la disfatta del nemico da ottenere con qualunque mezzo. Massimo risultato poteva essere l'occupazione della capitale avversaria. Risultava così un anticipatore della dottrina militare di età napoleonica.

#### Pace di Cateau-Cambrésis
La successiva pace di Cateau-Cambrésis (1559) premiò Emanuele Filiberto.
La parte del trattato concernente il ducato di Savoia non era molto chiara in quanto si stabiliva la restituzione di tutti i domini della Savoia e del Piemonte nelle mani del Duca ma restavano occupate temporaneamente dal re di Francia le piazze di Torino, Chivasso, Villanova d'Asti, Chieri e Pinerolo; al territorio ginevrino veniva riconosciuta l'indipendenza. I francesi avevano inoltre la facoltà di smantellare le fortificazioni in loro possesso all'atto della restituzione; parallelamente, il re di Spagna si teneva Asti e Vercelli fino a che il re di Francia non avesse restituito le suddette piazze.
Il duca giurava neutralità assoluta in caso di guerra tra Francia e Spagna e sanciva questo impegno con la promessa di sposare Margherita di Francia sorella del re francese. Questa clausola, riguardante il matrimonio di Emanuele Filiberto, nascondeva un calcolo politico ben preciso: essendo Margherita più vecchia del fidanzato di quattro anni, vi era una forte probabilità che la coppia non riuscisse a concepire un erede. In tal caso, alla morte di Emanuele Filiberto, essendo egli l'unico erede diretto superstite della Casa Savoia, le terre del Ducato sarebbero tornate sotto l'influenza della Francia tramite Giacomo di Savoia, duca del ramo collaterale di Savoia-Nemours, quindi cugino di Emanuele Filiberto ma legato strettamente a Parigi. Questo però non si verificò poiché dai due coniugi nacque il futuro duca Carlo Emanuele.
La cerimonia del matrimonio ebbe luogo in circostanze tragiche: fu celebrata frettolosamente e senza grande pompa il giorno stesso in cui morì il re Enrico II, fratello di Margherita, che era stato ferito durante un torneo indetto per festeggiare le nozze della figlia Elisabetta; Enrico infatti aveva insistito perché si celebrasse anche il matrimonio della sorella, temendo che il duca Emanuele Filiberto si ritirasse dall'accordo.
Un'altra clausola dell'accordo stabiliva che il re avrebbe pagato una dote di sessantamila scudi per una ragazza, Maria, che Emanuele Filiberto aveva avuto nel 1556, frutto dei suoi amori piemontesi con una certa Laura Crevola.
Emanuele Filiberto, in contraddizione con quanto scritto nel trattato di Cateau-Cambrésis, siglò l'accordo segreto di Grunendal che stabiliva che in caso di guerra tra Francia e Spagna, egli si sarebbe schierato accanto a quest'ultima.

### Al governo del Ducato restaurato

#### Situazione del ducato al momento della restituzione

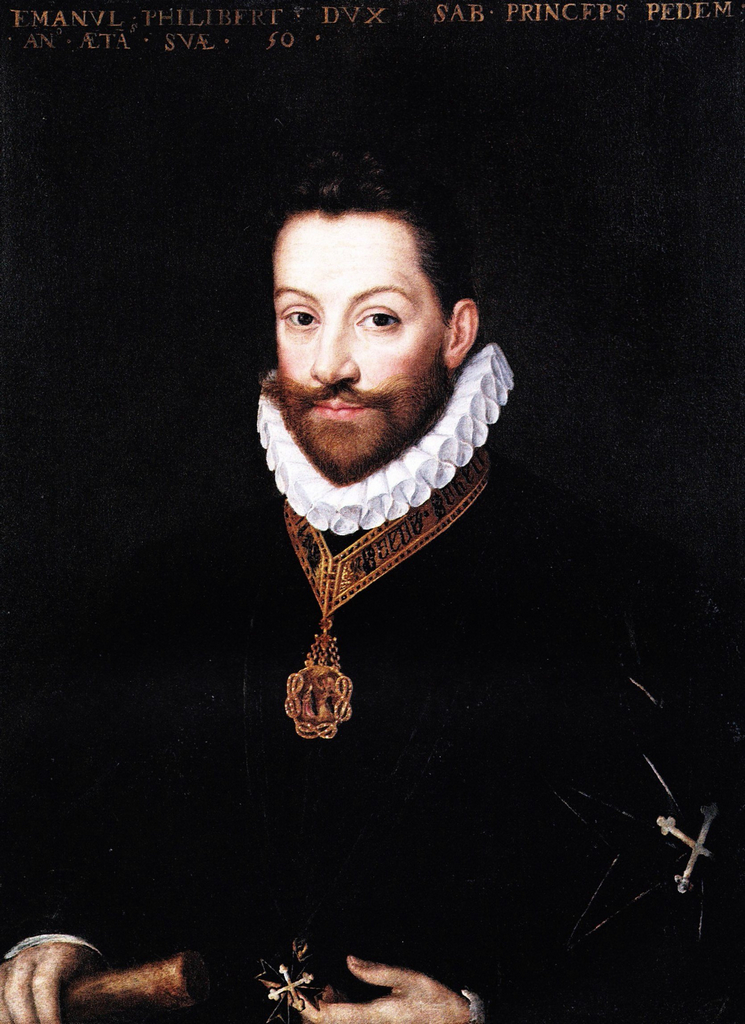
Ritratto del Duca Emanuele Filiberto di Savoia

Incamminatosi verso i suoi domini Emanuele Filiberto sostò a Nizza fino al settembre del 1560. Mentre si trovava in città fu raggiunto dalla consorte costretta ad attardarsi a Lione per malattia. Ricevette anche le delegazioni piemontesi, e in particolare quella della città di Torino, in quel momento ancora in mano francese, a cui rispose che non avrebbe messo piede in città fino a che i francesi non fossero andati via. A inizio di giugno del 1560 guidò una spedizione di trecento uomini contro un gruppo di pirati turchi guidati da Uccialì. La spedizione venne sconfitta e molti furono fatti prigionieri, poi liberati dietro riscatto, e lo stesso Savoia corse il rischio di essere catturato.
Il ritorno in Piemonte avvenne in condizioni ancora estremamente difficili. Occorre considerare come il Piemonte del 1560 fosse praticamente tagliato e diviso dal marchesato del Monferrato da un lato e da quello di Saluzzo dall'altro. L'accesso verso la preziosa contea di Nizza era controllato dalla contea di Tenda, feudo imperiale tenuto da un ramo cadetto dei Savoia legato alla Francia. Torino, Chieri, Pinerolo, Chivasso e Villanova d'Asti erano guardate da truppe francesi, Asti, Vercelli e Santhià da truppe spagnole. Verso Ginevra i Cantoni di Berna e Friburgo continuavano a occupare i territori presi nel 1536: il Vaud, il Gex, il Chiablese e il basso Vallese con Romont.
All'interno un paese duramente stremato per i pesanti costi della guerra, con un'economia in larga parte solo agricola, una società ancora divisa fra partigiani francesi o spagnoli, una popolazione fortemente legata al precedente governo francese, dimostratosi assai più moderato e illuminato di quello sabaudo, mentre sempre più acuto era diventato il problema religioso, sia per l'influenza ginevrina e francese (Delfinato e Linguadoca) sia per la questione valdese, riaccesasi nelle valli del Pellice e del Chisone.
La pacificazione all'interno dello Stato fu il primo compito del duca. A Nizza, e poi durante il suo primo viaggio nella regione, fu largo di riconoscimenti verso le città e i sudditi più fedeli. A Nizza volle lasciare le bandiere conquistate a San Quintino, verso Cuneo fu largo di concessioni e privilegi, mentre alle cariche di corte e di governo chiamò gli esponenti degli uffici e di quella nobiltà feudale che già avevano servito nel paese o fuori.
Discorso a parte meritano le piazzeforti in mano ai francesi, i quali, cavillando su quanto veniva affermato nella pace di Cateau-Cambrésis facevano ostruzionismo nella restituzione di quei territori al dominio del Duca. Nonostante il sostegno di Margherita e di Caterina de' Medici, reggente di Francia in nome del figlio, la restituzione delle piazze occupate andava a rilento. Nel novembre del 1561 si decise in Francia di esaminare la questione dello stato sabaudo in un congresso a Lione ed Emanuele Filiberto provvide a inviarvi un delegazione formata da giuristi del calibro di Pietrino Belli, Cassiano Dal Pozzo, primo presidente del Senato torinese, e Girolamo della Rovere, poi arcivescovo di Torino. Tuttavia, anche in questa occasione, nel quadro di una strategia di attesa per vedere se Margherita fosse o no in grado di concepire un erede, i francesi non concessero nulla, cosa che non poterono più fare una volta che nel gennaio del 1562 nacque Carlo Emanuele, erede di Emanuele Filiberto e futuro duca. Percependo vicina la fine dell'occupazione, la truppa francese, dietro permesso del comandante Carlo de Brissac, si lasciò andare a saccheggi, estorsioni e ruberie che inimicarono alla Francia tutta la popolazione piemontese che a quel punto invocò il ritorno del duca. Assieme alle vecchie fortificazioni (mentre il trattato di Cateau-Cambrésis parlava soltanto delle fortificazioni eseguite di recente) furono distrutti talvolta, come a Moncalieri, quartieri abitativi. Complice lo scoppio della guerra civile in Francia, per opera degli ugonotti, si arrivò agli accordi di Blois, con i quali Caterina de' Medici ordinava che la parte restante del ducato ancora occupato venisse restituita a Emanuele Filiberto il quale si impegnava a saldare i pagamenti degli stipendi arretrati delle truppe che occupavano il Piemonte.
Il Savoia entrò a Torino la prima volta il 14 dicembre del 1562 per poi celebrare la sua entrata in città in gran pompa il 7 febbraio 1563 al fine di mostrare alla popolazione il piccolo erede di appena un anno. Nella città il duca andò ad alloggiare, almeno per i primi tempi, nel palazzo vescovile vicino alla cattedrale di San Giovanni, fino alla costruzione del nuovo Palazzo Reale. La corte prese alloggiamento invece a Palazzo Madama.
Nel 1574 Emanuele Filiberto riuscì anche a ottenere dal re di Francia Enrico III le città di Savigliano e Pinerolo, e nel 1575 ottenne dalla Spagna Asti e Santhià. Tentò a lungo, senza riuscirvi, di entrare in possesso anche dei marchesati di Monferrato e di Saluzzo, il primo in potere dei Gonzaga, il secondo della Francia.

#### Riorganizzazione dello Stato
Convinto che l'unica possibilità di sopravvivenza per il ducato stesse nell'unificazione politico-militare degli innumerevoli feudi che lo componevano e nell'accentramento dei poteri nella corona, Emanuele Filiberto abolì le congregazioni generali (sorta di stati provinciali che avevano a volte limitato l'autorità dei suoi predecessori), riformò gli statuti municipali e feudali sopprimendo antiche autonomie e centralizzò il controllo finanziario in un'unica corte dei conti. Affidò la riorganizzazione e unificazione legislativa dello stato a Pietrino Belli a cui dette anche l'incarico di riorganizzare la giustizia statale.
L'esperienza militare del Savoia e di governo acquisita nei Paesi Bassi avevano radicato in lui la ferma convinzione che solo un forte esercito, supportato una solida struttura finanziaria, gli avrebbero permesso la conservazione dello Stato. Da qui le sue cure, già dai primi mesi del ritorno in Piemonte, a Nizza e poi a Vercelli, per una riforma del sistema fiscale e per la creazione di una struttura militare permanente.
L'aumento della gabella del sale, l'introduzione delle gabelle sui consumi del vino e carne oltre a quelle sul commercio d'esportazione e di transito fecero crescere notevolmente il gettito delle imposte, dando al duca le risorse necessarie per le sue riforme. In pochi anni la tesoreria generale del Piemonte, grazie anche all'oculata gestione del duca, poté vantare un saldo attivo che andava a incrementare una riserva monetaria notevole. L'occupazione francese inoltre era stata caratterizzata da forti spese militari mentre l'avveduta gestione finanziaria del nuovo duca limitava molto le spese di corte e quelle militari.
Emanuele Filiberto cercò con ogni mezzo di ridare impulso all'economia del ducato, prostrato dalle devastazioni e dalle occupazioni straniere: favorì lo sviluppo della canalizzazione, incoraggiò l'immigrazione di artigiani e coloni, abolì la servitù della gleba (tramite l'Editto di Rivoli del 25 ottobre 1561), promosse lo sviluppo delle manifatture con esenzioni e sovvenzioni, moltiplicò gli istituti di credito e istituì un servizio postale statale di qualità.
In campo religioso Emanuele Filiberto seguì l'indirizzo della Controriforma, applicando coscienziosamente i decreti del concilio di Trento, ma non rinunciò a difendere i diritti dello stato contro l'ingerenza della chiesa e concesse ai valdesi delle valli alpine una relativa libertà di culto con la pace di Cavour del 1561.

#### Problema dell'esercito
La vera grana però che aveva pesato sulla sorte del ducato era stata la sua componente bellica. Già nel 1517 il padre di Emanuele Filiberto, Carlo, aveva chiesto, inutilmente, agli Stati Generali piemontesi lo stanziamento delle risorse necessarie per la creazione di una milizia di diecimila uomini. Dopo il loro rifiuto si era quindi rivolto ai feudatari affinché ognuno di essi armasse un soldato a cavallo, così da potere mettere insieme una forza di settemila uomini. Anche in quel caso il tentativo era andato a vuoto. I piemontesi non amavano la guerra come si evince dai rapporti degli ambasciatori stranieri. Ancora nel 1566 l'ambasciatore veneto Corrier così avvertiva i dogi della Serenissima: «Il duca è padrone di popoli per lo più mal disposti alle armi. Solo quelli di Mondovì e del suo distretto si dimostrano alquanto più vivaci degli altri. Però crederei che chi volesse ricavare qualche servizio da loro nel mestiere delle armi, bisognerebbe allontanarli da casa». Il severo giudizio sulle capacità militari del Piemonte, viene ripetuto anche nel 1570 dall'ambasciatore Francesco Morosini: «Questa milizia [piemontese] non è molto atta all'esercizio delle armi, salvo che certa poca quantità verso Fossano e Mondovì, li quali per essere tra loro stessi in perpetua guerra riescono più esperti e pronti a menare le mani». Tuttavia è rilevante il parere del 1573 dell'ambasciatore Lippomano: «Ancorché li uomini siano flemmatici, fuori di casa riescono buoni soldati; quanto più sono obedienti e coraggiosi, tanto meno soffrono al patir fame e sete».
I risultati della politica statale di Emanuele furono solo parziali, ma diedero comunque al duca le risorse necessarie per la costituzione di un piccolo ma disciplinato esercito basato sulle milizie provinciali, e non più sulle leve feudali o sulle truppe mercenarie.
L'effetto propagandistico fu notevole: sia pure scettici sul valore di tali milizie tutti gli ambasciatori veneziani, francesi e spagnoli fecero a gara per rilevarne numero e consistenza. Il regolamento a stampa fu diffuso in Italia e all'estero, giungendo persino in Portogallo e ogni occasione ufficiale fu dal duca sfruttata per mettere in mostra e propagandare la milizia d'ordinanza. Nel 1566 mille uomini furono inviati all'imperatore Massimiliano in guerra contro i Turchi; l'anno seguente altri 6.000 uomini furono inviati in Francia per combattere contro gli ugonotti; nel 1574, in occasione del passaggio in Piemonte del nuovo re di Francia Enrico III, Emanuele Filiberto lo fece scortare via via da un complesso di 10.000 fanti e 2.000 cavalieri, dei quali 5.000 servirono il re di Francia all'assedio di Livron.
Uguale cura e attenzione il duca mostrò verso il sistema di fortificazioni che difendeva i punti chiave del Ducato. A Nizza, Bourg-en-Bresse, Saint-Julien, Montmélian furono innalzate nuove fortezze; a Mondovì e Santhià nuove cittadelle, così come a Torino. Qui il duca commissionò la costruzione di una nuova cittadella.
Una piccola flotta sabauda, al comando dell'ammiraglio Andrea Provana di Leinì si distinse nella battaglia di Lepanto (1571).

#### Rafforzamento dell'elemento piemontese
Emanuele Filiberto, cambiando la linea politica storica dei Savoia da sempre orientati verso la Francia, impresse un rafforzamento dell'elemento piemontese nel ducato che si espresse, tra l'altro, con l'imposizione dell'italiano nella legislazione (reso ufficiale nel 1562 ma già propugnato nell'Editto di Rivoli) e con il trasferimento della capitale da Chambéry a Torino, avvenuto il 7 febbraio 1563 e celebrato, secondo la tradizione, con la preparazione della prima tazza di cioccolata calda della storia.
Uno dei primi provvedimenti di Emanuele Filiberto, ancor prima di entrare in Torino, fu di abolire l'uso del latino nei tribunali e nella burocrazia, a favore della lingua francese nella parte transalpina del ducato e della lingua italiana in Piemonte e nella contea di Nizza. Ci fu quindi una prima spinta ufficiale verso l'uso dell'italiano.

#### Nuova Torino
All'epoca Torino contava tra i ventimila e i trentamila abitanti e nei progetti del Duca doveva divenire la nuova capitale del moderno stato sabaudo che Emanuele Filiberto andava disegnando. Occorreva dunque che la città si dotasse di tutto il necessario per farne il centro del nuovo corso storico intrapreso e un modello di città assolutamente all'avanguardia per l'epoca.
Il Savoia si preoccupò di garantirne l'ordine pubblico cittadino prima ancora di entrarvi. Innanzitutto vennero aboliti i termini di "guelfi" e "ghibellini", utilizzati in quel periodo per identificare due fazioni che si combattevano in città . Il duca istituì che tali termini fossero fuori legge e che chi continuava a definirsi tale avrebbe subito pene pecuniarie e corporali. Alcune leggi prevedevano che certi delitti, anche gravi, venissero puniti con il carcere o con la sua commutazione in una multa, avvantaggiando così il ceto facoltoso: Emanuele Filiberto abolì la commutazione e vietò il porto d'armi in città, in particolare di quelle da fuoco, portate usualmente dai nobili e permettendone l'uso solo a guardie ed esercito.
Sotto il governo di Emanuele Filiberto la città subì numerosi mutamenti. Primo fra tutti fu la costruzione della già citata cittadella. Il progetto iniziale della fortificazione fu realizzato dall'architetto urbinate Francesco Paciotto, che si sarebbe più tardi reso celebre esportando (con il progetto della cittadella di Anversa) nel nord Europa le tecniche fortificatorie italiane sistematizzate da architetti come Francesco di Giorgio Martini e la famiglia dei Sangallo. La posa della prima pietra avvenne nel 1564 ma i lavori, eseguiti da circa duemila uomini sotto la guida del generale Nicolis di Robilant, esperto in difese sotterranee, furono completati solo nel 1577.
Per finanziare le iniziative economiche, soprattutto in campo agrario e minerario, del suo stato Emanuele Filiberto pensò di fondare un "monte" che concedesse prestiti a un interesse inferiore al 12%, ma l'impresa non ebbe successo. Nel 1563 nacque una confraternita religiosa, la Compagnia di San Paolo, che nel 1579 fondò il monte di pietà di Torino con la collaborazione del duca.
Anche l'istruzione fu curata: nel 1566 lo Studio fu trasferito da Mondovì a Torino e potenziato con la chiamata di insegnanti stranieri. L'Università, che incominciò a prendere una forma moderna sul modello dell'Università di Bologna, si distinse dalle altre del tempo per gli ottimi stipendi elargiti agli insegnanti. Curiosamente Emanuele Filiberto era un appassionato alchimista e si dilettava a lungo, specie nelle ore notturne, con storte e alambicchi.
Intorno alla fine del 1568 Emanuele Filiberto volle espandere le sue residenze oltre le mura nord e acquistò da più proprietari terrieri diversi chilometri di terreno boscoso in un'area compresa tra le confluenze di Dora Riparia e Stura di Lanzo nel Po, facendo sorgere il Regio Parco (distrutto dai francesi durante l'assedio del 1706) che, a quanto dicono le cronache del tempo, comprendeva viali, cascatelle, serre, gradinate, statue, aiuole, piante rare, fattorie modello con bestiame da carne e da latte e piantagioni di gelso (il duca ne vedeva il futuro utilizzo industriale per la produzione della seta). Altra residenza molto gradita dal duca nei pressi della città era il Castello del Valentino.
Il duca fu anche il fondatore del cosiddetto Teatro Ducale o Teatro Galleria, un incrocio tra una biblioteca e un museo, in cui inserì libri, strumenti scientifici, dipinti, rarità naturalistiche e molti altri tipi di oggetti e curiosità varie, riservando una particolare attenzione alle antichità. A partire dal 1572 il duca, grazie a una vasta rete di intermediari, poté acquisire intere raccolte di reperti antichi, in particolare da Roma e da Venezia. Dalla sede ducale del Palazzo del Vescovo, la biblioteca-museo «di tutte le scienze», dopo essere stata molto ampliata, fu successivamente trasferita in un edificio attiguo alla chiesa di San Martiniano appositamente allestito allo scopo di «conservare e mostrare».
Nel 1578 Emanuele Filiberto trasferì a Torino anche la Sindone, antecedentemente conservata in un'apposita cappella a Chambery. Torino era diventata nel 1563 la capitale del ducato, sostituendo proprio Chambery e una reliquia così preziosa non poteva mancare dalla capitale. L'occasione si presentò grazie al pellegrinaggio alla Sindone che l'arcivescovo di Milano,  San Carlo Borromeo, decise di fare a piedi per sciogliere il voto fatto durante l'epidemia di peste degli anni precedenti, in modo da abbreviare il percorso al futuro Santo.

#### Politica estera

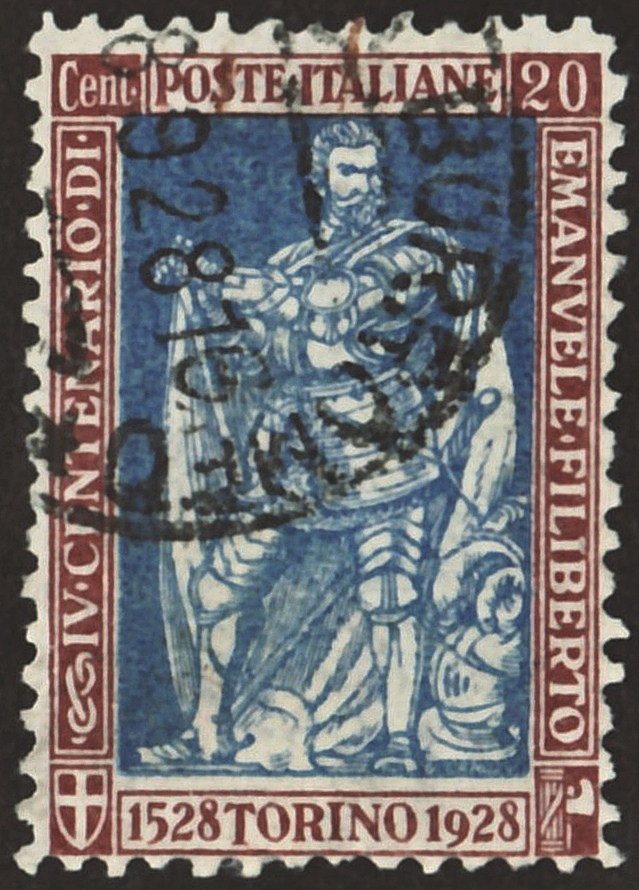
Francobollo commemorativo da venti centesimi raffigurante il duca Emanuele Filiberto di Savoia in armatura, emesso durante il quarto centenario della nascita del duca (1928)

Perno della sua strategia in politica estera fu l'intesa con i Cantoni svizzeri, grazie alla quale poté assicurarsi la loro neutralità in caso di guerra, il reclutamento di truppe professionali ben addestrate e trattati commerciali che assicuravano l'esportazione dei principali prodotti del paese, soprattutto quelli agricoli. Il duca aveva cominciato già nel 1560 a trattare con i Cantoni cattolici firmando con essi un primo trattato a Lucerna, che garantiva la libertà di traffico fra i due contraenti, il divieto di transito a eventuali truppe nemiche e il reclutamento di un piccolo contingente per la guardia del corpo del duca. Con Berna e Friburgo le trattative si erano articolate intorno al contenzioso sui territori ducali occupati dai due Cantoni e dalle richieste di restituzione sabaude. Nonostante la legittimità delle rivendicazioni Emanuele Filiberto preferì cedere a Berna i territori a occidente, tra cui il Vaud e Losanna, recuperando invece il Genevese, il Gex e il Chiablese. La questione ginevrina fu lasciata da parte, mentre il duca assicurava la tolleranza religiosa ai riformati dei territori restituiti. Quest'ultima clausola del trattato, firmato a Losanna nel 1564, provocò le proteste della Santa Sede e dello stesso Filippo II, che rifiutò a lungo di ratificare l'accordo. Solo tre anni dopo, nel 1567, in occasione della richiesta di transito fatta al duca per le truppe spagnole inviate da Milano nelle Fiandre, insieme a Pio V Filippo Il concesse la ratifica. Il duca continuò a siglare altri accordi con Friburgo, Berna e gli altri Cantoni cattolici, ora cedendo qualche territorio, ora ottenendone indietro altri, rinnovando accordi commerciali, spesso contro l'opposizione pontificia, fino alla pace firmata a Torino nel 1577, con Friburgo e la Lega cattolica, che prevedeva, in caso di guerra, la possibilità per il Savoia di potere assoldare ben 12.000 fanti svizzeri impegnandosi a sua volta a fornirne 1.500 e sussidi in denaro ai Cantoni.
Con gli Stati italiani il Savoia tenne una linea politica altrettanto accorta. Mantenne buoni rapporti con gli Estensi e i Della Rovere, mentre quelli con il duca di Mantova Guglielmo Gonzaga restarono sempre assai molto difficili per le aspirazioni sabaude alla successione del marchesato di Monferrato, dove il duca sabaudo incentivò le idee sovversive dei monferrini contro il governo repressivo di Guglielmo Gonzaga che cercava ferocemente di limitare l'autonomia locale del Monferrato per assoggettarla completamente alla corte di Mantova. Tra i rifugiati monferrini che si recarono alla sua corte vi fu Flaminio Paleologo, ultimo discendente della famiglia dei Paleologi. I rapporti diplomatici tra le corti di Torino e Mantova furono sempre freddi e molto diffidenti, il tutto venne scatenato dalla continua ambizione che porterà molte generazioni di casa Savoia (fino a Vittorio Amedeo II) a pretendere anche con la forza la successione ai territori monferrini in Piemonte, presi dalla famiglia Gonzaga, che i Savoia non riuscirono mai ad accettare fino agli inizi del XVIII secolo, quando i Gonzaga caddero come sovrani di Mantova e i Savoia riuscirono a impossessarsi nel Ducato del Monferrato.
Già prima del rientro in Piemonte aveva inviato una legazione permanente a Venezia, con la quale i Savoia avevano interrotto le relazioni alla fine del Quattrocento a causa delle loro rivendicazioni sul Regno di Cipro. Venezia quindi stabilì in Piemonte un'ambasciata regolare e durante il governo di Emanuele Filiberto ben sette ambasciatori si alternarono a Torino, lasciando nei loro dispacci e nelle loro relazioni una ricchissima descrizione del paese, del governo del duca e della sua personalità. L'attenzione di Emanuele Filiberto verso Venezia fu costante e due volte fece visita alla città, nel 1566 e nel 1574, ottenendone il patriziato. Addirittura il Duca volle che la Repubblica facesse da madrina al battesimo del principe Carlo Emanuele nel 1567. In occasione della Lega santa, che portò alla vittoria di Lepanto, le tre galere sabaude parteciparono alla campagna all'interno della flotta veneziana.
Nelle relazioni con la Santa Sede, Emanuele Filiberto giocò quasi sempre con successo la carta del pericolo protestante, avvalendosi della delicata posizione del Ducato, confinante con i Cantoni svizzeri riformati e con le province francesi più dichiaratamente ugonotte come il Delfinato e la Provenza. Ciò permise, giostrando abilmente con i diversi pontefici, soprattutto con Gregorio XIII, di ottenere numerose concessioni:
- il riconoscimento del celebre indulto concesso da Niccolò V ai Savoia, il quale stabiliva che per i benefici e le nomine ecclesiastiche del Ducato fosse necessario il placet del duca oltre all'amministrazione ducale dei benefici ecclesiastici vacanti;
- la ratifica della pace di Cavour con i valdesi;
- la ratifica del già citato trattato di Losanna con i Cantoni Svizzeri;
- la vendita dei benefici ecclesiastici dei territori recuperati agli Svizzeri a favore dell'Ordine mauriziano;
- l'unione, sancita nel 1572 dal papa Gregorio XIII, dell'Ordine di San Maurizio con quello di San Lazzaro nel nuovo Ordine dei Santi Maurizio e Lazzaro, con le relative, ricche commende;
- l'introduzione della norma del tribunale competente, che proibiva ai sudditi di comparire di fronte a tribunali stranieri e quindi a quelli ecclesiastici, poi mitigata, di fronte alla reazione romana, con quella della appellazione per abuso, che dichiarava il Senato di Piemonte tribunale supremo di appello.

Indubbiamente però l'attenzione del duca fu in questi anni assorbita più dallo scenario internazionale che da quello italiano. Il mantenimento della pace tra la Spagna e la Francia fu il suo obiettivo immediato; e con gli anni la sua neutralità divenne forse ancor più accentuata, probabilmente proprio a causa della grave situazione di debolezza della corte francese e delle guerre di religione. Più volte incontrò in Francia la regina Caterina e diversi esponenti della Lega o del partito dei Montmorency, dimostrandosi abile mediatore, ma pur sempre sostenitore dei diritti della Corona francese. Tale azione non mancò di suscitare a Madrid numerosi sospetti, ma la ricca corrispondenza del duca con Filippo II testimonia una solidità di rapporti che solo la conoscenza diretta fra i due principi può spiegare.
Interpellato spesso da Madrid, direttamente o tramite i diversi governatori generali di Milano, Emanuele suggeriva dove fare nuovi arruolamenti in Italia, garantiva una via diretta per le Fiandre ai tercio della penisola, custodiva nel castello di Nizza le loro paghe per un valore di 2.000.000 di scudi d'oro e offriva la sua stessa persona al sovrano spagnolo per il comando militare della Lega santa. In quest'ultimo caso Filippo II rifiutò: voleva uno spagnolo al comando dell'impresa gloriosa e soprattutto non voleva che il Ducato, in posizione così delicata e in un momento grave per le guerre di religione in Francia, venisse governato da Margherita di Francia, dalle simpatie protestanti così apparentemente manifeste ai suoi occhi.
Nel 1574 il duca si recò, d'intesa con la regina Caterina, a Venezia per incontrare il nuovo sovrano francese Enrico III e scortarlo poi sino a Lione. Lo scopo del duca era quello di mostrare la nuova forza militare del Ducato e persuadere il giovane re ad acconsentire alla cessione delle due ultime piazzeforti conservate dai Francesi in Piemonte, Pinerolo e Savigliano. Ma subito dopo la breve permanenza a Torino del nipote Enrico III, presso il quale indubbiamente la duchessa esercitò tutta la sua influenza per ottenere la promessa della restituzione delle due piazze, Margherita si ammalò gravemente. Il duca ricevette la notizia della malattia a Lione, dove aveva accompagnato con un largo seguito militare il sovrano francese e dove finalmente aveva ottenuto la tanto attesa promessa di restituzione. Al suo rientro a Torino la duchessa era già morta.
Dopo il 1574 l'attenzione di Emanuele verso gli affari interni francesi si fece nettamente più marcata: le province meridionali del regno erano ormai in aperta rivolta. D'altro canto sia con il maresciallo Henri de Montmorency, duca di Damville, figlio del suo antico prigioniero di San Quintino, governatore di Linguadoca, sia con il maresciallo di Bellegarde governatore di Carmagnola e quindi del marchesato di Saluzzo, egli aveva sempre avuto innumerevoli contatti. Nel 1577, dopo l'ennesimo patteggiamento con la corte, mediato dal duca, il Damville si avvicinò alla lega dei Guisa, il Bellegarde agli ugonotti. Quest'ultimo, pur di non cedere Saluzzo al nuovo governatore reale Carlo Birago, l'occupò militarmente, con il tacito appoggio di Emanuele Filiberto e di Filippo II. Ma nello stesso anno il Bellegarde morì improvvisamente: pochi mesi dopo il Savoia fece occupare il marchesato dalle truppe di Ferrante Vitelli, tenendolo "a nome del re di Francia" e suscitando le proteste francesi e dello stesso Filippo II. Probabilmente desiderata da tempo, l'occupazione di Saluzzo fu tuttavia un'operazione assai intempestiva e mal condotta, soprattutto a livello diplomatico. L'incertezza degli avvenimenti francesi aveva reso molto scettico verso la corte di Parigi lo stesso duca e la debolezza della monarchia lo privava di una valida alternativa all'alleanza spagnola, sempre pesantemente vincolante. Così, incerto se intervenire direttamente negli affari francesi, magari per strappare questa o quella provincia confinante, Emanuele non riusciva neanche a decidere tra le varie proposte matrimoniali per il figlio, l'appena diciottenne Carlo Emanuele.
Tra gli anni 1578 e 1581 ottenne l'annessione diretta della Contea di Tenda.

### Morte ed eredità
Emanuele Filiberto morì di cirrosi epatica, conseguenza diretta dell'abuso di vino in cui era solito indulgere, nell'agosto del 1580.

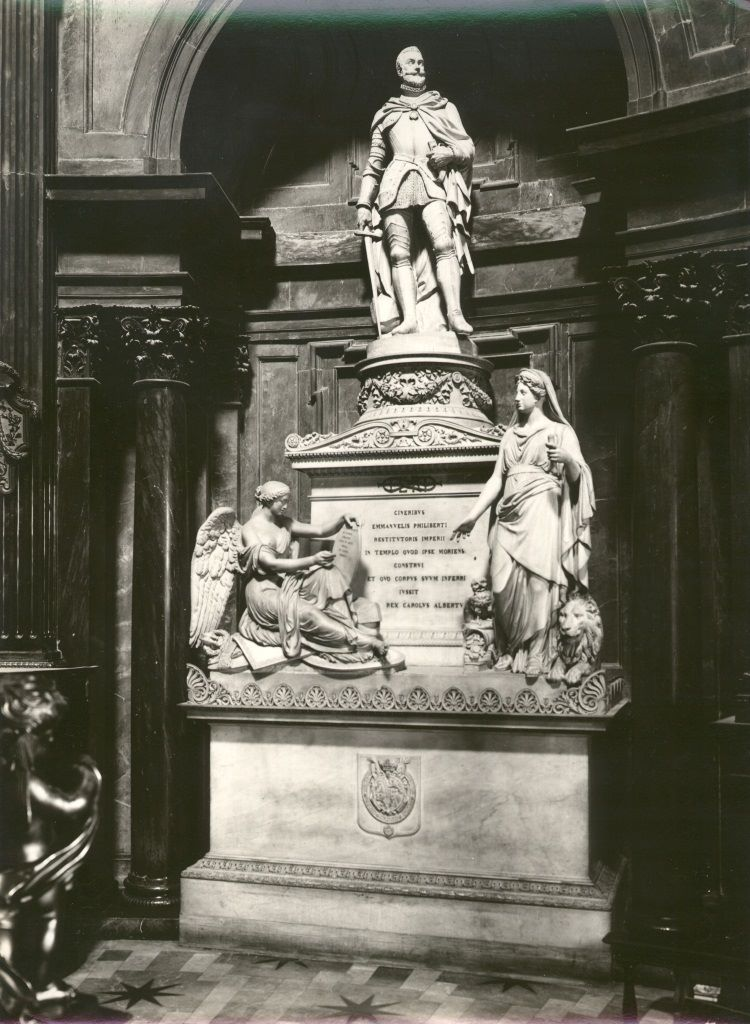
Cappella della S.Sindone, Tomba di Emanuele Filiberto

Lasciò al suo successore una buona eredità, consistente in uno Stato ormai saldo e avviato a svolgere un ruolo di potenza mediana e di "ago della bilancia" nelle vicende politico-militari europee dei secoli successivi. Venne sepolto presso la cattedrale di Torino e traslato nella Cappella della Sindone solo tre secoli dopo.

#### Monumento a Emanuele Filiberto
La memoria del duca "Testa di ferro" rimase ben viva nel ricordo dei suoi sudditi e successori: Emanuele Filiberto veniva considerato uno dei fondatori dello stato sabaudo. Per celebrarne la memoria la città di Torino affidò a Carlo Marochetti l'incarico di realizzare una statua equestre che raffigurasse il grande condottiero. L'opera, inaugurata il 4 novembre 1838 in piazza San Carlo, è conosciuta dai torinesi con il nome di Caval ëd bronz (cavallo di bronzo) ed è diventata, nel corso degli anni, uno dei simboli della città, accanto alla Mole Antonelliana.

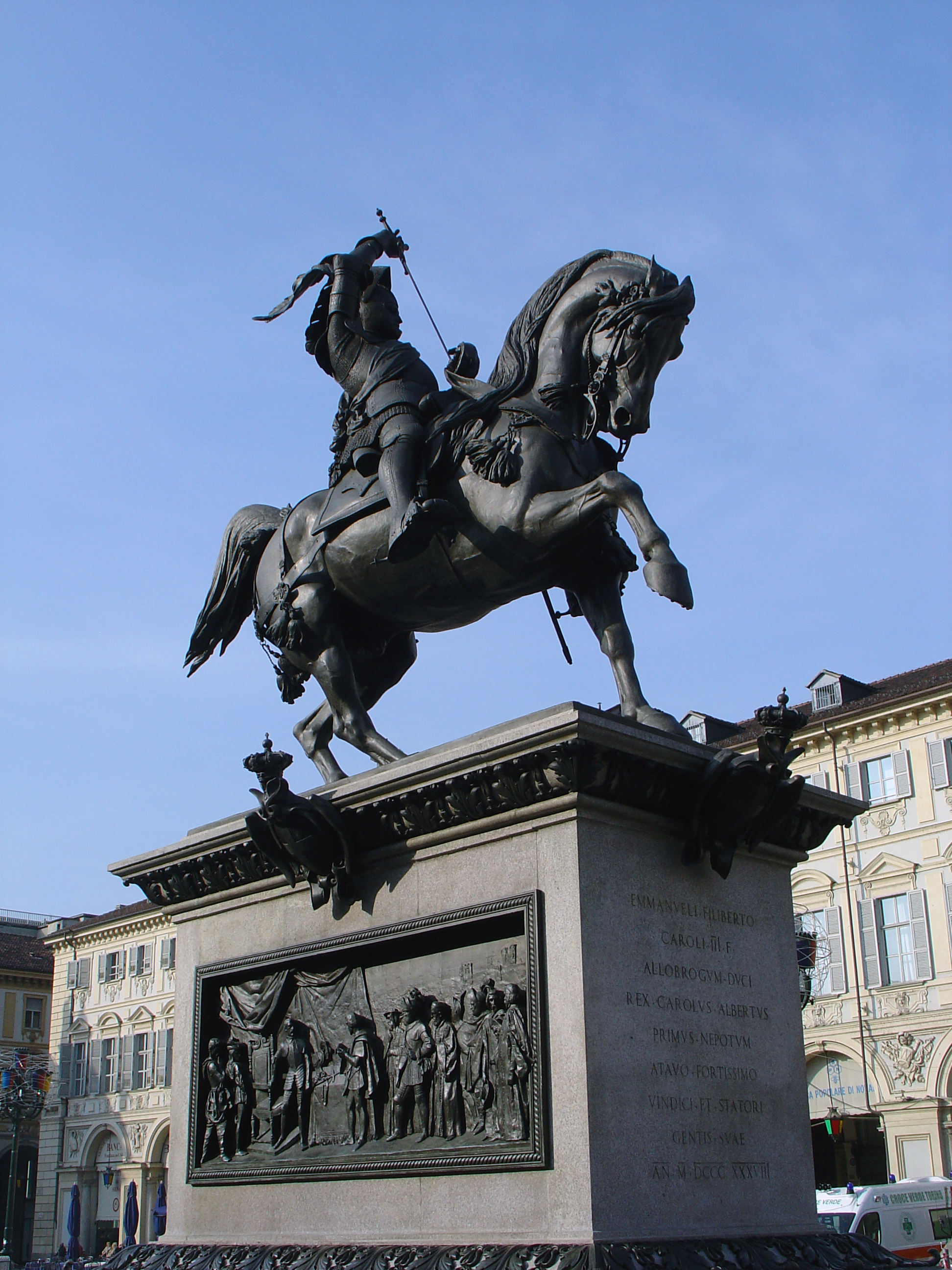
Il monumento equestre a Emanuele Filiberto in piazza San Carlo a Torino, opera dello scultore Carlo Marochetti

## Discendenza
Da Margherita di Francia, duchessa di Berry, Emanuele Filiberto ebbe un solo figlio:
- Carlo Emanuele (1562 - 1630), futuro duca di Savoia dal 1580 con il nome di Carlo Emanuele I.

Emanuele Filiberto ebbe inoltre vari figli illegittimi:
- da Lucrezia Proba:
  - Amedeo, Marchese di Saint-Rambert, sposò Ersilia Asinari di San Marzano.
- da Beatrice Langosco, marchesa di Pianezza, unica figlia nata dal matrimonio di Giovanni Tommaso, conte di Stroppiana, e Delia Roero di Sanseverino:[19]
  - Ottone, morto bambino;
  - Beatrice († 1580);
  - Matilde († 1639), legittimata il 10 febbraio 1577; marchesa di Pianezza, andata sposa a Carlo de Simiane, signore di Albigny.
- da Laura Cravola:[20]
  - Maria di Savoia, andata sposa nel 1570 a Filippo I d'Este, Signore di San Martino, Campogalliano, Castellarano. Signore del Vicariato di Belgioioso, conte di Corteolona. Marchese di Borgomanero e Porlezza (1537 - 1592);
  - Francesca di Savoia, andata sposa nel 1570 a Gabriel Vial.

da altre:
- Filippo detto Filippino († 1599); fu cavaliere di Malta e balì di Armenia dell'Ordine (titolo quest'ultimo puramente onorifico); non ottenne invece, malgrado l'interessamento del fratello duca Carlo Emanuele, il priorato di Lombardia. Combatté in Ungheria contro i turchi e contro i francesi in Savoia, ove morí in seguito a un duello con il duca di Créqui.
- Margherita, andata monaca.

## Ascendenza
|                              |                   |                         | Genitori                 |  |  | Nonni |  |  | Bisnonni           |  |  | Trisnonni             |  |
|                              |                   |                         |                          |  |  |       |  |  | Ludovico di Savoia |  |  | Amedeo VIII di Savoia |  |
|                              |                   |                         |                          |  |  |       |  |  | Ludovico di Savoia |  |  | Amedeo VIII di Savoia |  |
|                              |                   | Maria di Borgogna       |                          |  |  |       |  |  | Ludovico di Savoia |  |  |                       |  |
| Filippo II di Savoia         |                   |                         |                          |  |  |       |  |  | Ludovico di Savoia |  |  |                       |  |
|                              |                   | Anna di Lusignano       | Giano di Cipro           |  |  |       |  |  |                    |  |  |                       |  |
|                              |                   | Anna di Lusignano       | Giano di Cipro           |  |  |       |  |  |                    |  |  |                       |  |
|                              |                   | Anna di Lusignano       | Carlotta di Borbone      |  |  |       |  |  |                    |  |  |                       |  |
| Carlo II di Savoia           |                   | Anna di Lusignano       |                          |  |  |       |  |  |                    |  |  |                       |  |
|                              |                   | Giovanni II di Brosse   | Giovanni I di Brosse     |  |  |       |  |  |                    |  |  |                       |  |
|                              |                   | Giovanni II di Brosse   | Giovanni I di Brosse     |  |  |       |  |  |                    |  |  |                       |  |
|                              |                   | Giovanni II di Brosse   | Giovanna di Naillac      |  |  |       |  |  |                    |  |  |                       |  |
| Claudina di Brosse           |                   | Giovanni II di Brosse   |                          |  |  |       |  |  |                    |  |  |                       |  |
|                              |                   | Nicoletta di Châtillon  | Charles de Châtillon     |  |  |       |  |  |                    |  |  |                       |  |
|                              |                   | Nicoletta di Châtillon  | Charles de Châtillon     |  |  |       |  |  |                    |  |  |                       |  |
|                              |                   | Nicoletta di Châtillon  | Isabeau de Vivonne       |  |  |       |  |  |                    |  |  |                       |  |
| Emanuele Filiberto di Savoia |                   | Nicoletta di Châtillon  |                          |  |  |       |  |  |                    |  |  |                       |  |
|                              | Ferdinando d'Aviz | Edoardo del Portogallo  |                          |  |  |       |  |  |                    |  |  |                       |  |
|                              | Ferdinando d'Aviz | Edoardo del Portogallo  |                          |  |  |       |  |  |                    |  |  |                       |  |
|                              | Ferdinando d'Aviz | Eleonora d'Aragona      |                          |  |  |       |  |  |                    |  |  |                       |  |
| Manuele I del Portogallo     | Ferdinando d'Aviz |                         |                          |  |  |       |  |  |                    |  |  |                       |  |
|                              |                   | Beatrice d'Aviz         | Giovanni d'Aviz          |  |  |       |  |  |                    |  |  |                       |  |
|                              |                   | Beatrice d'Aviz         | Giovanni d'Aviz          |  |  |       |  |  |                    |  |  |                       |  |
|                              |                   | Beatrice d'Aviz         | Isabella di Braganza     |  |  |       |  |  |                    |  |  |                       |  |
| Beatrice di Portogallo       |                   | Beatrice d'Aviz         |                          |  |  |       |  |  |                    |  |  |                       |  |
|                              |                   | Ferdinando II d'Aragona | Giovanni II d'Aragona    |  |  |       |  |  |                    |  |  |                       |  |
|                              |                   | Ferdinando II d'Aragona | Giovanni II d'Aragona    |  |  |       |  |  |                    |  |  |                       |  |
|                              |                   | Ferdinando II d'Aragona | Eleonora d'Alburquerque  |  |  |       |  |  |                    |  |  |                       |  |
| Maria d'Aragona e Castiglia  |                   | Ferdinando II d'Aragona |                          |  |  |       |  |  |                    |  |  |                       |  |
|                              |                   | Isabella di Castiglia   | Giovanni II di Castiglia |  |  |       |  |  |                    |  |  |                       |  |
|                              |                   | Isabella di Castiglia   | Giovanni II di Castiglia |  |  |       |  |  |                    |  |  |                       |  |
|                              |                   | Isabella di Castiglia   | Isabella del Portogallo  |  |  |       |  |  |                    |  |  |                       |  |
|                              |                   | Isabella di Castiglia   |                          |  |  |       |  |  |                    |  |  |                       |  |

## Nella letteratura
Emanuele Filiberto di Savoia è protagonista del romanzo di Alexandre Dumas Il paggio del duca di Savoia. Emanuele Filiberto a San Quintino (edizione originale (FR)  Le Page du duc de Savoie, pubblicato nel 1855).